# Peter Pedersen (musiker)
Hans Peter Pedersen, född 27 november 1960 i Malmö, är en svensk fiolspelman, riksspelman och sedan 1988 medlem av Zornmärkesjuryn.
Pedersen växte upp i Malmö och började vid åtta års ålder spela fiol för Lennart Engström i kommunala musikskolan. Han fick tidigt kontakt med folkmusiken genom spelmännen i folkdanslagen i Malmö, företrädesvis ”Sällskapet Gammeldansens Vänner”. Wilhelm Gunskär, Nils Hellborg, Helge Holmqvist och Enar Lönn var spelmän som tidigt inspirerade honom. Pedersen började 1973 i Malmö Spelmanslag som då leddes av riksspelman Nils Löfgren. Han spelade upp för Zornmärket första gången år 1974 och tilldelades diplom. Zornmärket i brons erhöll han 1978 och Zornmärket i silver och därmed riksspelman 1982. 
Förutom fiol trakterar Pedersen träskofiol och han vann första pris vid VM i träskofiol i Degeberga 2014 och tillsammans med Eva Johansson i Hagstad 2015. Carl-Erik Berndt och Sven Svensson (”Komp-Sven”) har varit betydande förebilder i Pedersens folkmusikaliska utveckling. Han har varit aktiv spelman i flera folkdanslag såsom SGV, Staffansgillet, Rundarum och Lunds Studenters Folkdanslag. 
Pedersen vann Pelle Forstävlingen tillsammans med Anders Frostin 2013, och Pelle Forstävlingen 2015 både i soloklassen och gruppspelsklassen tillsammans med Eva Johansson.
Peter Pedersen är läkare sedan 1990 och specialist i allmänmedicin sedan 1994 och verkar som distriktsläkare i Västervik, där han är bosatt sedan 1990.